# Ancistrogobius
Ancistrogobius là một chi của Họ Cá bống trắng

## Các loài
Chi này hiện hành có các loài sau đây được ghi nhận:
- Ancistrogobius dipus Shibukawa, Yoshino & G. R. Allen, 2010 (Double-fin cheek-hook goby)
- Ancistrogobius squamiceps Shibukawa, Yoshino & G. R. Allen, 2010 (Scaly cheek-hook goby)
- Ancistrogobius yanoi Shibukawa, Yoshino & G. R. Allen, 2010 (Yano's cheek-hook goby)
- Ancistrogobius yoshigoui Shibukawa, Yoshino & G. R. Allen, 2010